# Continuarà Còmics
Continuarà Còmics (Via Laietana 29, Barcelona) és una llibreria especialitzada en còmics. Va obrir les portes el 1980 fruit de la iniciativa de Joan Navarro i Albert Mestres, essent una de les primeres llibreries especialitzades en còmic de Catalunya.
El 2009 va obtenir el premi a la millor llibreria de còmics del Saló del Còmic de Barcelona.
El 2020, en plena epidèmia per coronavirus, va celebrar el seu 40è aniversari i va aprofitar l'ocasió per a renovar la web i desenvolupar la seva botiga virtual.
El fons actual de la llibreria Continuarà està format per més de 50.000 títols.

## Història

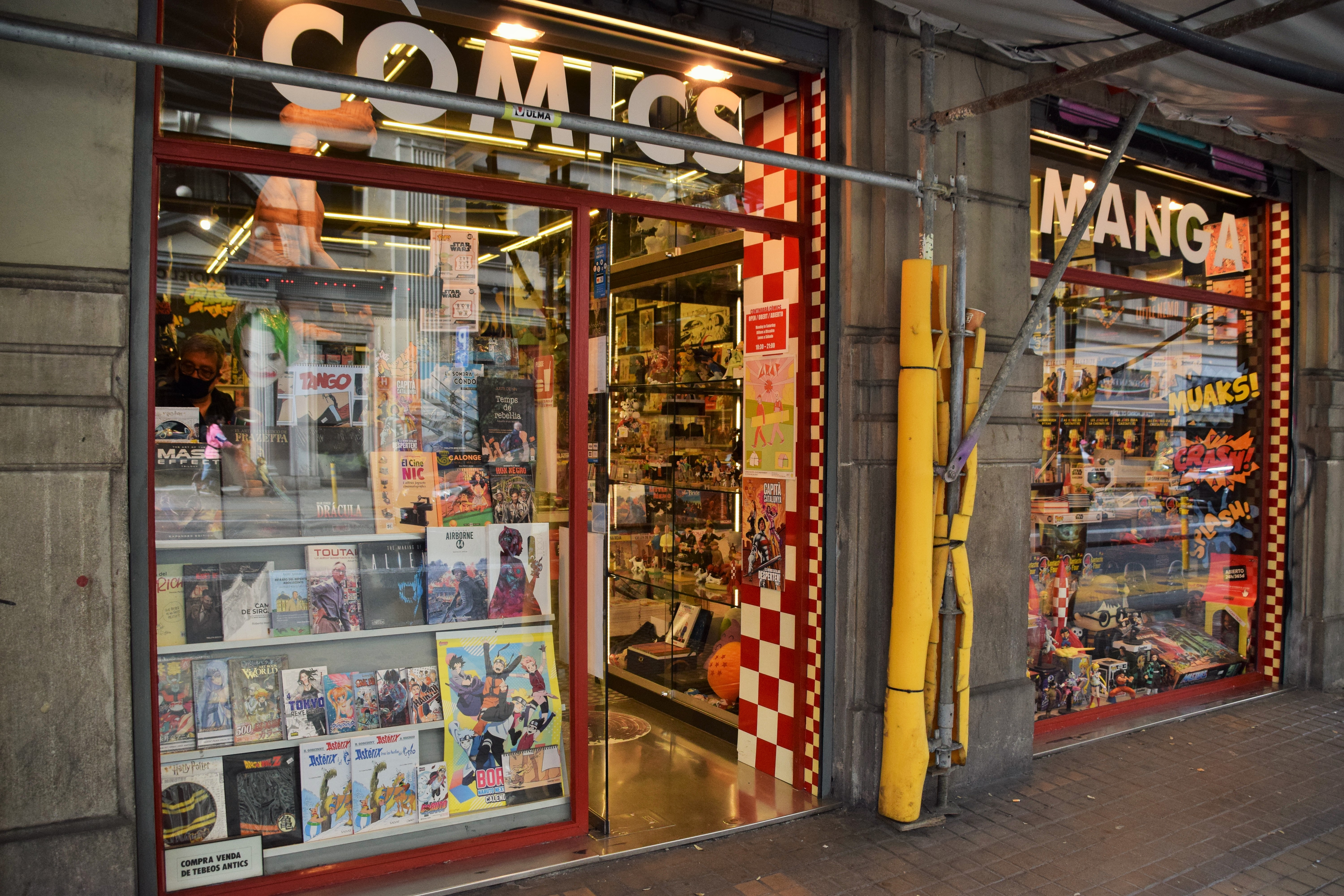
Façana de l'entrada de la llibreria, a la Via Laietana, 29.

Continuarà Còmics va obrir les portes el 1980 a Barcelona, essent una de les llibreries pioneres de l'estat especialitzades en còmic. A la seva obertura la seguiren d'altres populars llibreries del gènere com Antifaz (carrer Gran de Gràcia, 239), oberta el 1982, i Norma Comics (passeig de Sant Joan, 9), oberta el 1983. Aquest sobtat naixement de llibreries especialitzades en còmics a Barcelona s'emmarca en el que fou l'inici de l'anomenat boom del còmic adult, una època en la qual diverses editorials de còmic van veure la llum i el mercat s'emplenava de noves revistes de còmic, com per exemple El Víbora (La Cúpula, 1979), Cimoc (San Román i Norma, 1979), Comix Internacional (Toutain, 1980), 1984 (Toutain, 1978), Cairo (Norma, 1981) o Creepy (Toutain, 1979).
Abans de la inauguració de Continuarà Còmics, sí que al Born ja havia obert les portes Zap 275, una llibreria sovint reivindicada com la primera botiga de l'estat especialitzada en còmics, fundada per Jaume Fargas el 1974. Altres llibreries anteriors a l'obertura de Continuarà, foren la llibreria Totem (plaça Sant Josep Oriol, 4) i la llibreria de còmics i ciència-ficció Makoki (carrer de la Nau, 5), oberta per Felipe Borrallo el 1977.
Inicialment, Continuarà estava ubicada en un humil local del barri Gòtic, al carrer Templaris 8, i es va inaugurar el dia de Sant Jordi de 1980. La trajectòria professional dels seus dos fundadors, Albert Mestres i Joan Navarro, va emprendre aviat camins diferents, quedant la llibreria exclusivament sota la gestió de Mestres. Navarro, per la seva banda, va passar a dirigir primer les revistes Cairo i Cimoc, editades per Rafa Martínez i, seguidament, va fundar la seva pròpia editorial el 1984, anomenada Complot. També, a partir del 1988 va esdevenir el director del Saló Internacional del Còmic de Barcelona.
El 1987 Continuarà es va mudar a la Via Laietana 29, que és la seva ubicació actual.
El 2010 la llibreria va celebrar el seu 30è aniversari, esdevenint ja aleshores la més longeva de Barcelona especialitzada en còmics.

## La llibreria
El local compta amb 180 m² distribuïts en dues plantes. A la primera s'hi troben les novetats i còmics de tota mena de gèneres, estils i antiguitat, incloent originals. La planta baixa, en canvi, està reservada al manga i demés material de marxandatge.

## Premis i reconeixements
- 2009 - Premi del Saló Internacional del Còmic de Barcelona a la millor llibreria.[2]

## Edicions Trilita
Des de Continuarà, el 2014 Albert Mestres va fundar l'editorial Trilita, amb la qual ha publicat llibres dedicats al dibuixant Josep Coll (El gran Coll, 2015) o a l'editor Josep Toutain (Toutain, un editor adelantado a su tiempo, 2016). També ha reeditat un clàssic del còmic autòcton com Historias de taberna galáctica (2016) de Josep Maria Beà, obra que seria seguida per la reedició de La muralla i demés llibres dedicats a recuperar l'obra més destacada del polifacètic autor català. Un altre dibuixant que l'editorial també ha rescatat és Calonge, un clàssic de la revista underground El Víbora, al qual Tritila va retre homenatge amb l'edició del llibre Calonge. Genial y maldito (2021).